# اوستاپ نیژانکیفسکی
اوستاپ نیژانکیفسکی (اوکراینی: Остап Йосипович Нижанківський؛ january 24, 1863 – may 22, 1919) رهبر (موسیقی)، آهنگساز، و سیاستمدار بود.